# Garda (spoorwegen)
De Garda is een Europese internationale trein voor de verbinding Milaan - München. De Garda is genoemd naar het gelijknamige meer dat de trein op het zuidelijkste deel van het traject over de Brennerpas volgt.

## EuroCity

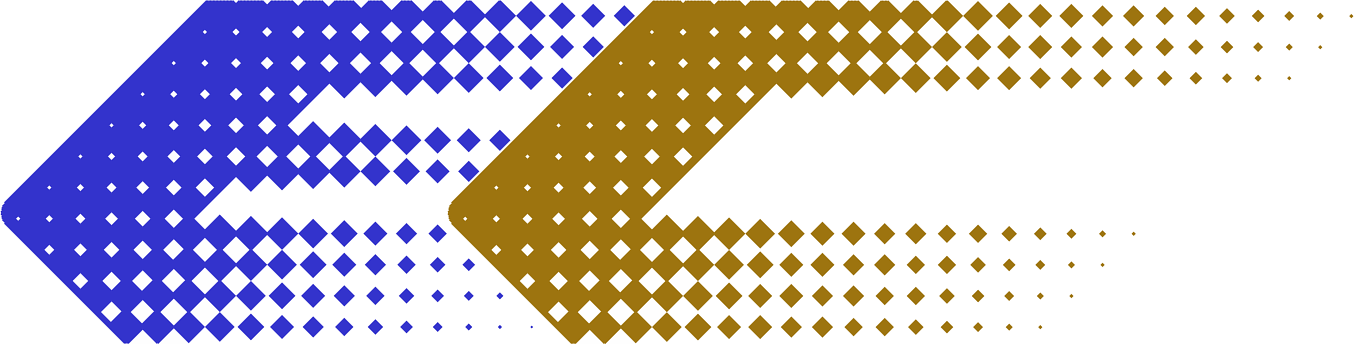
Eurocity logo

De Garda is in 1991 samen met de EC Paganini toegevoegd aan de twee bestaande EuroCity's over de Brenner. Hiermee werden gedurende de dag vier EuroCity's tussen Verona en München aangeboden, met zowel in Verona als München aansluiting op andere treinen naar verdere bestemmingen. De trein kreeg de oude nummers van EC Michelangelo (EC 80 en EC 81) en was samengesteld uit rijtuigen van de FS. De Garda reed met een, ten opzichte van de EC Leonardo da Vinci gespiegelde dienstregeling zodat zowel 's morgens als 's middags rechtstreeks van Milaan naar München of omgekeerd gereisd kon worden.
| EC 81 | land       | station                | km  | EC 80 |
| ----- | ---------- | ---------------------- | --- | ----- |
| 07:00 | Duitsland  | München                | 0   | 22:40 |
|       | Oostenrijk | Kufstein               | 99  |       |
|       | Oostenrijk | Wörgl Hbf              | 112 |       |
|       | Oostenrijk | Jenbach                | 138 |       |
|       | Oostenrijk | Innsbruck              | 173 |       |
|       | Oostenrijk | Brenner                | 210 |       |
|       | Italië     | Fortezza/Franzensfeste | 251 |       |
|       | Italië     | Bressanone/Brixen      | 289 |       |
|       | Italië     | Bolzano                | 300 |       |
|       | Italië     | Trento                 | 355 |       |
|       | Italië     | Rovereto               | 379 |       |
|       | Italië     | Verona PN              | 447 |       |
| 14:13 | Italië     | Milano Centrale        | 595 | 15:30 |

Op 14 december 2002 volgde een inkorting van het traject zodat aan de zuidkant niet meer verder gereden werd dan Verona, een jaar later volgde ook een wijziging in het rollend materieel, de rijtuigen werden vanaf toen door de DB gesteld. Na vele wrijvingen tussen ÖBB en Trenitalia over de dienstuitvoering, hebben de Deutsche Bahn en ÖBB een overeenkomst gesloten met de Ferrovie Nord Milano (FNM) voor de uitvoering van de EuroCity dienst ten zuiden van de Brenner. De treinen worden, inclusief de tractie, sinds 13 december 2009 verzorgd door de FNM. De FNM heeft echter ongunstige rijpaden gekregen zodat overstappen op andere Italiaanse treinen (van Trenitalia) moeilijker is geworden.